# Zmarszczka

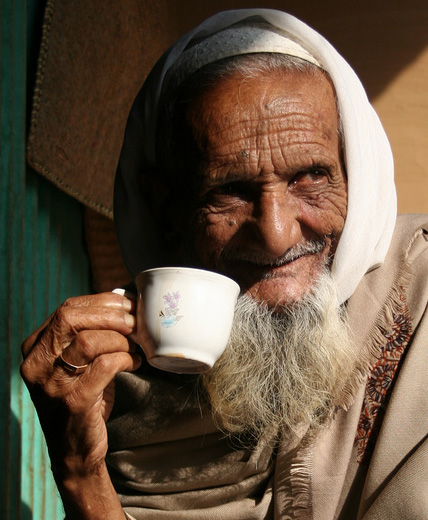
Zmarszczki na twarzy i dłoniach są jednymi z oznak starzenia

Zmarszczka – wyżłobienie w skórze o podłużnym kształcie powstałe na skutek ruchów mimicznych lub starzenia się. Zmarszczek przybywa wraz z wiekiem, chociaż tendencja do ich powstawania jest przede wszystkim dziedziczona genetycznie. Przeważnie zmarszczki występujące u mężczyzn są głębsze ze względu na brak włókien elastycznych.
Zmarszczki dzielą się na powierzchniowe (o głębokości do 0,05 mm) oraz głębokie (powyżej 0,05 mm). Zmarszczki głębokie występują jako poziome bądź pionowe bruzdy na czole, policzkach, dolnej części twarzy, szyi lub czasami w okolicach oka.

## Przyczyny powstawania zmarszczek
Zmarszczki powstają na skutek zmian zachodzących w skórze, wywołujących m.in. zmniejszenie poziomu kolagenu, kwasu hialuronowego i elastyny w macierzy zewnątrzkomórkowej. Przyczyny starzenia się skóry można podzielić na dwie grupy: zewnątrzpochodne (egzogenne) i wewnątrzpochodne (endogenne). Przyczyny z obu tych grup nakładają się i oddziałują na siebie wzajemnie, łączą je także wspólne mechanizmy biologiczno-chemiczne i molekularne.

### Przyczyny zewnątrzpochodne

#### Promieniowanie UV
Starzenie się skóry pod wpływem nadmiernej ilości światła nazywa się fotostarzeniem. Promieniowanie UV jest odpowiedzialne w 90% za powstawanie zmarszczek: nasila ono fotoalergię i przyczynia się do powstawania tzw. wolnych rodników. Na starzenie się skóry wpływa promieniowanie ultrafioletowe o długości fali 320-400 nm (UVA) oraz o długości fali 290-320 nm (UVB).

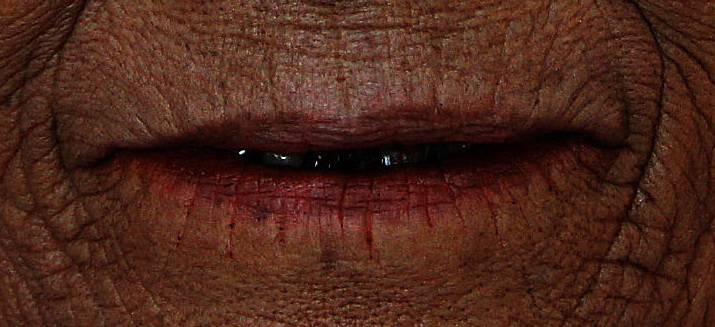
Pionowe zmarszczki wokół ust nazywane są czasem zmarszczkami palacza

#### Dym papierosowy
Nikotyna powoduje pojawienie się zmarszczek wokół oczu i ust. Pionowe zmarszczki wokół ust spowodowane są pracą mięśnia okrężnego ust, a zmarszczki wokół oczu są spowodowane mrużeniem, wynikającym z podrażnienia ich przez dym papierosowy. Z czasem stają się one głębokie i trudne do usunięcia.

#### Zanieczyszczenie powietrza
Jednym z czynników, które wpływają na powstawanie zmarszczek, są pyły zawieszone (PM). Największy wpływ na powstawanie zmarszczek mają pyły o wielkości nano i mniejszej (szczególnie pochodzące ze spalin samochodowych), ponieważ wywołują stres oksydacyjny, wnikając do krwiobiegu.

#### Grawitacja
Zmarszczki grawitacyjne skutkują zmianą owalu twarzy. Wraz z utratą sprężystości skóry powstają fałdy, w których powstają kolejne zmarszczki. Należą do nich m.in. wyżłobienia wzdłuż linii nosowo-wargowych.

#### Niewłaściwa dieta
Przyjmowanie zbyt małej ilości płynów, codzienne picie kawy, przyjmowanie zbyt dużej ilości tłuszczów nasyconych oraz nadużywanie soli powoduje poszerzanie się zmarszczek.

### Przyczyny wewnątrzpochodne

#### Zmiany hormonalne
Do zmian hormonalnych wywołujących starzenie się skóry u kobiet należą przede wszystkim zmiany spowodowane menopauzą. Niedobór estrogenów wpływa na spadek ilości podziałów mitotycznych w warstwie podstawnej naskórka, co prowadzi do atrofii jego wszystkich warstw.

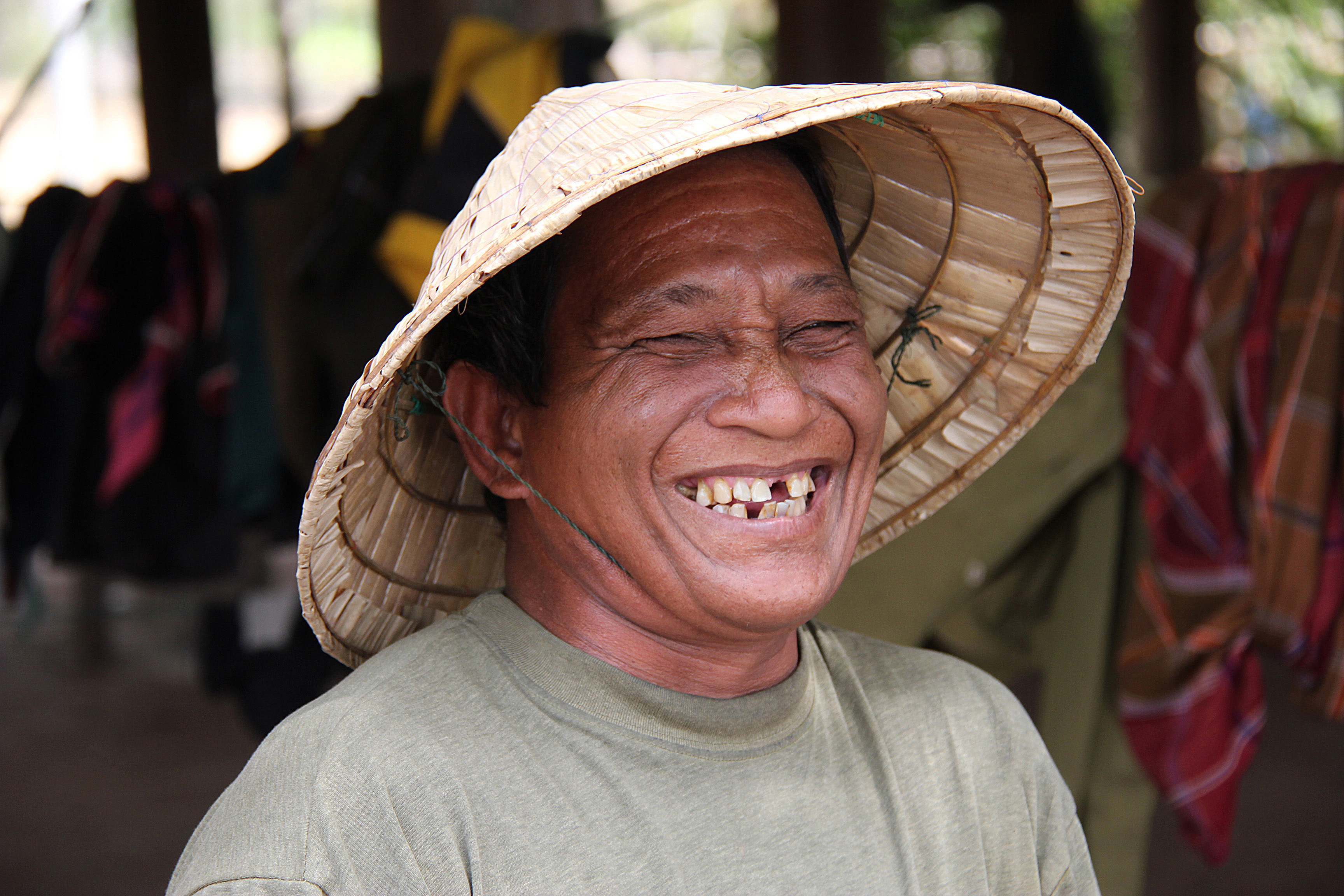
Zmarszczki mimiczne i zmarszczki statyczne powstają na skutek skurczów mięśni twarzy

#### Zmarszczki mimiczne
Zmarszczki mimiczne najczęściej występują na czole, wokół oczu, ust i brody. Tworzą się w wyniku powtarzających się kurczów mięśni twarzy, prostopadle do mięśnia, w wyniku zaburzenia pracy fibroblastów w skórze wokół mięśnia. Zaczynają tworzyć się około 25 roku życia. Zmiany skórne wywołane ruchami mimicznymi nazywa się miostarzeniem.

#### Zmarszczki statyczne
Zmarszczki statyczne powstają w wyniku utrwalenia się zmarszczek mimicznych (nie zanikają one na skutek rozciągnięcia skóry). Wpływ na ich powstawanie ma także ugniatanie skóry twarzy podczas snu.

## Zmarszczki a kolor skóry
Badania wykazały, że osoby z rasy czarnej oraz z rasy żółtej wykazują oznaki starzenia później niż osoby z rasy kaukaskiej. Zmarszczki u osób z rasy czarnej pojawiają się dopiero w piątej lub szóstej dekadzie życia.